# طباش
طباش أو الطباش هي قرية عربية تقع على تلة مرتفعة في مرج ابن عامر في الجليل الأسفل في شمال فلسطين المحتلة.

## الموقع
تقع في شمال فلسطين وتحدها يحدها من الشمال مدينة شفاعمرو ومن جهة الجنوب بلدة بسمة طبعون ومن الغرب قرية حلف أم راشد ومن الشرق قرية الكعبية. بنيت القرية على تله أسمها «العاصي».
جميع سكان القرية من أصول بدوية من عائلتي من عائلتي طباش وسويطات، وقد بدؤوا ببناء مساكن ثابتة في المكان في فترة الانتداب البريطاني، وبعد عام 1948 أدرجت إسرائيل القرية إداريا في مجلس محلي «كعبية-طباش-حجاجرة»، وقد بلغ عددهم عام 2012 الـ 700 نسمة.
في القرية مسجد، ومركز تربوي، وملعب لكرة القدم، وروضتان للأطفال. يدرس طلاب القرية في المدارس الابتدائية في القرى المجاورة. يعمل معظم رجال القرية في المدن القريبة مثل حيفا، ويوكنعام، والناصرة، ومازال عدد قليل يعتمد على الزراعة.